# Notch receptor

Vazba Notch receptoru na Delta ligand a události tím vyvolané

Notch receptor je transmembránový protein a receptor živočišných buněk. V extracelulární části obsahuje opakující se EGF motivy, které vytváří vazebnou doménu pro vazbu Notch ligandu (např. proteinu Delta u octomilek). Notch byl původně pojmenován u octomilek (Drosophila), u C. elegans se nachází dva Notch receptory (lin-12 a glp-1), u člověka se gen nazývá TAN-1,[chybí lepší zdroj] u myši int-3 a u Xenopus je to Xotch.

## Funkce
Notch receptor je vyráběn v endoplazmatickém retikulu, kde se po dokončení kotranslační translokace asociuje s transmembránovým proteinem presenilinem. Následně prochází do Golgiho aparátu, kde dochází k proteolytickému rozštěpení Notch receptoru na část „extracelulární“ (vázající ligand) a „transmembránovou a intracelulární“. Obě části však zůstávají spojené a jsou transportovány na cytoplazmatickou membránu. Na membráně může vázat Notch ligand, který je rovněž transmembránový – vazba ligandu na Notch receptor je tedy fakticky spíše vazbou dvou buněk pomocí jejich receptorů. Když se Notch ligand naváže, uskuteční se další dvě proteolytická štěpení Notch receptoru. Druhé z těchto štěpení je zprostředkováno presenilinem (resp. širším komplexem gama-sekretázou) a způsobuje, že se vnitrobuněčná doména Notch receptoru uvolní do cytosolu. Následně dochází k přenosu signálu do jádra a aktivaci specifických transkripčních faktorů. V typickém případě je výsledkem proběhnuté Notch signalizace rozrůznění a polarizace mezi buňkou, která signál vysílala (nesla Notch ligand) a tou, která signál přijímala (nesla receptor Notch). Obvykle se to děje mj. tak, že v cílové buňce pozitivní zpětnou vazbou vzrůstá tvorba Notch receptoru a snižuje se tvorba ligandu.